# Аднальдюр Индридасон
Аднальдюр Индридасон (исл. Arnaldur Indriðason, родился 28 января 1961, Рейкьявик) — исландский детективный писатель, сын писателя Индриди Торстейнссона.
Главным героем произведений Аднальдюра является детектив Эрленд. Книги писателя изданы тиражом более 14 миллионов экземпляров в 26 странах и переведены на 40 языков, в том числе на русский (первая — роман «Трясина»).
Аднальдюр опубликовал свою первую книгу в 1997, сразу получив признание. В 2002 и 2003 он выигрывал премию «Стеклянный ключ», присуждаемую за лучшую скандинавскую книгу в жанре детектива, а в 2005 — премию «Золотой кинжал» Британской ассоциации детективных писателей за роман «Каменный мешок». В 2006 его роман «Трясина» был экранизирован Балтазаром Кормакуром. Фильм 2023 года «Операция Наполеон» также основан на его романе. 
Писатель живёт в Рейкьявике, женат, имеет троих детей.

### Книги с детективом Эрлендом
- 1997 Дети пыли, исл. Synir duftsins
- 1998 Безмолвно убить, Dauðarósir
- 2000 Трясина, Mýrin
- 2001 Каменный мешок, Grafarþögn
- 2003 Голос, Röddin
- 2004 Осушённое озеро, Kleifarvatn
- 2005 Арктический холод, Vetrarborgin
- 2007 Гипотермия, Harðskafi
- 2008 Myrká
- 2010 Переохлаждение, Hypothermie

### Другие книги
- 1999 Операция «Наполеон», Napóleonsskjölin
- 2003 Bettý
- 2006 Королевская книга, Konungsbók

### Коллективные работы
- 2000 Рейкьявикские загадки 2000, Leyndardómar Reykjavíkur 2000 (одна глава)